# La gallina ciega (boceto)
El boceto preparatorio para el cuadro La gallina ciega fue diseñado por Francisco de Goya, al igual que el cartón resultante. Destinado a las colecciones reales del Palacio del Pardo, forma parte de la quinta serie de cartones para tapices.
Llegó a su actual emplazamiento, el Museo del Prado, en 1931, procedente de la colección de Pedro Fernández Durán y Bernaldo de Quirós.

## Análisis del boceto
Diez majos y majas juegan a la gallina ciega a orillas del Manzanares. Fue el único cartón del que se pintó su tapiz correspondiente, destinado al dormitorio de las Infantas en el Palacio del Pardo. El juego era conocido también como «del cucharón», además de ser un recurrente pasatiempo de la nobleza y tema predilecto del rococó.
Encargado en 1788, el año en que murió Carlos III, la serie quedó inconclusa tras la muerte del soberano el 14 de diciembre de dicho año.
Un serio problema de cronología se ha presentado con La gallina ciega. No ha podido llegarse a un acuerdo entre las posturas divergentes que han debatido su fecha de realización. Críticos de la talla de Bozal y Glendinning afirman que se realizó en 1789, pero Tomlinson rechaza esta teoría y propone que fue culminado antes de 1788, pues la serie a la que pertenecía quedó inconclusa al morir Carlos III —el 14 de diciembre de 1788— y en abril de 1789 Goya recibió el anhelado nombramiento como pintor de cámara, por lo que su actividad en el ámbito de los cartones disminuiría drásticamente. La pequeña guía de consulta de las obras goyescas en el Museo del Prado, escrita por Manuela de Mena, se pliega en un punto medio registrando La gallina ciega como realizada entre 1788-89.
Goya entregó la pieza a sus mecenas, los duques de Osuna. Más de un siglo después, en 1896, fue vendida al coleccionista Pedro Fernández Durán.